# ФК Санкт Паули
ФК Санкт Паули 1910 (на немски: FC St. Pauli, произнася се „Занкт Паули“) е германски футболен отбор от град Хамбург, провинция Хамбург, Германия. Спортният клуб датира от 15 май 1910 г., а днес развива 13 подразделения за различни спортове като футбол (мъжки и дамски), футбол за слепи, боулинг, бокс, хандбал, кегелбан, колоездене, ръгби, шахмат, тенис на маса, триатлон, както и обучава съдии. Членовете на всички поделения на клуба с изключения на футболното формират самостоятелен орган на представителство на аматьорските членове, надхвърлящи числото 4000, и защитаващи интересите на непрофесионалните спортисти в клуба. Към май 2008 г. членската маса на целия клуб достига над 8000 членове.
Футболният отбор на клуба се състезава във Първа Бундеслига на Германия, а домакинства срещите си на култовия стадион Милернтор.

## От основаването до 1945
Футболен клуб Санкт Паули е основан официално на 15 май 1910 г. като футболно отделение на Гимнастически клуб Хамбург-Санкт Паули 1862, а през 1924 г. е регистриран като самостоятелен отбор. Въпреки наличието на годината 1910 в емблемата му, историята на отбора започва поне 3 години по-рано.
През ноември 1906 г. любители на футбола, членуващи в клуба, решават да бъде създадено и футболно отделение. През пролетта на 1907 г. се събират достатъчно хора за един отбор. До този момент Санкт Паули играе само приятелски мачове. През сезон 1908/09 е създаден и дублиращ отбор, а година по-късно Амандус Фийрт определя кафявото и бялото за цветове на отбора, като те остават непроменени и до днес.
През есента на 1909 г. Санкт Паули става член на Северногерманския футболен съюз и е записан за участие във втория полусезон на 3-та А дивизия на район Хамбург/Алтона, където играят предимно третите състави на първодивизионните отбори. Първият официален мач е срещу третия отбор на СК Германия 1887, състои се на 30 януари 1910 г. и е спечелен с 2:0, въпреки че „Паули“ играе само с 10 футболисти.
През 1919 г. Санкт Паули за първи път играе в тогавашната най-елитна дивизия, но след един сезон изпада в по-долната група. Годините до края на Втората световна война са прекарани „в асансьора“ – на няколко пъти отборът се изкачва и изпада от Първа лига.

## 1945 – 1963
След края на войната до 1947 г. Санкт Паули играе в Градската лига, а след това до създаването на Бундеслигата през 1963 г. – в Оберлига Норд. По това време първенството е разделено на пет регионални лиги, а първите няколко отбора от всяка лига играят финален турнир за определяне на немския шампион. В отбора пристигат много добри футболисти като Хайнц Хемпел, Хайнц Кьопинг, Валтер Дзур, бъдещият национален треньор Хелмут Шьон и др. и този състав се счита за един от дрийм-тимовете на Санкт Паули. Мотивът за това струпване на звезди в отбора е тривиален – родителите на съотборника им Карл Милър са собственици на кланица, което означава големи запаси от месо – нещо скъпоценно в годините след войната.
Първоначално „Паули“ домакинства на чужди стадиони, тъй като неговият е разрушен от бомбардировките. През ноември 1946 г. е открит нов стадион, построен с помощта на привържениците на отбора. През сезон 1945/1946 Санкт Паули дълго е водач в Градската лига, но в последния кръг е задминат от Хамбург. Година по-късно обаче триумфира като шампион.
През следващите четири години Санкт Паули е вицешампион на Северната регионална лига и участва във финалния турнир за определяне на немския шампион. През 1948 г. играе полуфинал, а през 1949 и 1950 – четвъртфинал. През сезон 1953/1954 отборът за първи път от 1946 г. финишира по-напред в класирането от Хамбург. Тогава те са втори, а „вечният враг“ – едва единадесети. Скоро след това „дрийм тимът“ се разпада – някои от играчите напускат, а други прекратяват кариерата си и Санкт Паули дълго време не успява да постигне особени успехи.
През 1960 г. започва строежът на новия стадион, където отборът играе и до днес.

## 1963 – 1978
През 1963 г. е основана бундеслигата, но Санкт Паули не получава правото да участва в нея. Вместо това, отборът е пратен да играе в Северната регионална лига, която заедно с другите четири регионални лиги представлява втория ешелон на немския футбол. В годините до 1974 г. Санкт Паули става четири пъти шампион в групата си и участва шест пъти в баражите за влизане в Първа Бундеслига, но без успех.
През 1974 г. структурата на първенствата в Германия отново е реорганизирана: на мястото на регионалните лиги идва Втора Бундеслига, разделена на две – Северна и Южна. През сезон 1973/1974 Санкт Паули става вицешампион на Северната регионална лига и така печели правото да играе в Северната Втора Бундеслига. В този сезон отборът вкарва 113 гола в 36 мача – клубен рекорд, неподобрен и до днес, а Франц Гербер отбелязва 33 гола в 31 мача.
В първия си сезон във Втора Бундеслига „Паули“ финишира на трето място, като малко не достига за влизане в Първа Бундеслига. Три дни преди Коледа Санкт Паули побеждава Волфсбург с 10:2 – най-голямата следвоенна победа на отбора в официален мач.
През сезон 1976/1977, след серия от 21 мача без загуба, Санкт Паули става шампион на Северната Втора Бундеслига и влиза в Първа Бундеслига. Престоят му там обаче трае само един сезон. През 1978/1979 отборът завършва на шесто място във втора лига, но лицензът му е отнет и се налага да играе в Аматьорската северна оберлига.

## 1979 – 2000
В първия си сезон в Аматьорската северна оберлига Санкт Паули завършва на десето място. През 1980/1981 триумфира като шампион, но поради сливането на Северната и Южната Втора Бундеслига не получава правото да играе във втория ешелон. През 1982/1983 отборът отново е шампион, но този път неопитността на подмладения състав му попречва да мине през баражите за Втора Бундеслига. Година по-късно това вече е факт, но само една точка през следващия сезон не достига на „Паули“ да се задържи във втора дивизия. Сякаш за да докаже „асансьорния“ си характер, Санкт Паули веднага става шампион на оберлигата си (1985/1986) и пак влиза във Втора Бундеслига, където изненадващо завършва на трето място. През 1987/1988 отборът става вицешампион и се изкачва в Първа Бундеслига. През следващия сезон Санкт Паули финишира на десето място в Първа Бундеслига, което е и най-предното класиране на отбора в историята му. През сезон 1990/1991 Санкт Паули губи баража за оставане в Първа Бундеслига.
През сезон 1995/1996 отборът отново играе в бундеслигата, като престоят му там трае два сезона. През 1999/2000 отборът се спасява от изпадане в трета дивизия с гол в последните секунди на мача срещу Рот-Вайс Оберхаузен.

## 2000 – 2006
През сезон 2000/2001 Санкт Паули отново се изкачва в Първа Бундеслига. Престоят там е кратък – само една година – но един мач оставя незабравим спомен сред феновете на отбора, а и не само сред тях. На 6 февруари 2002 г. с голове на Нико Пачински и Томас Мегле последният в класирането Санкт Паули побеждава с 2:1 като домакин Байерн Мюнхен, действащ шампион и носител на Междуконтиненталната купа (на немски Weltpokal). Така се ражда изразът Weltpokalsiegerbesieger, който заради играта на думи трудно може да бъде преведен буквално така, че да се запази смисълът. Означава, че е победен победителят в турнира за Междуконтиненталната купа. Тази дума намира много широка употреба, например върху различни фенстоки като фланелки, ключодържатели, флагове и др.
През сезон 2001/2002 отбърът не успява да събере достатъчно точки във Втора Бундеслига и изпада в Северната регионална лига. Отборът достига дъното – както в спорто-технически, така и във финансов план. В края на сезон 2002/2003 Санкт Паули регистрира дефицит от 1,95 милиона евро и е заплашен да не получи лиценз за следващия сезон. Организирана е невиждана спасителна акция, наречена „Спасете Санкт Паули“, с помощта на която са събрани много повече от нужните почти 2 милиона евро. Някои от аспектите на тази кампания:
- Продадени над 140 000 тениски с надпис „Спасител“ на рибния пазар в Хамбург, в градския транспорт и по време на концерти – около 900 000 евро;
- Продажбата на юношеския център на клуба на Хамбургската община – 720 000 евро;
- Приятелски мач на Милернтор: Санкт Паули – Байерн Мюнхен, като баварците се отказват от хонорар – 270 000 евро;
- Дарени пари в брой – 200 000 евро;
- Акция „Пиеш Астра – Спасяваш Санкт Паули“: по едно евро на всяка каса бира – над 120 000 евро;
- Акция „Напиване за Санкт Паули“: Кръчмите в квартала Санкт Паули продават бирата с надценка от 50 цента – 20 000 евро;
- Концерти на стадион Милернтор (джазфестивал, диджей състезания, финален концерт за спасение), кинопрожекции, фестивали и др.;
- Продажба на абонаментни карти – по времето, когато още не е ясно дали Санкт Паули ще получи лиценз се продадени 11 700 сезонни билета.

Въпреки че Санкт Паули играе в трета дивизия, не е забелязан значителен отлив на фенове. Средното посещение на домакински мачове през сезон 2003/2004 е 17 374 души – повече от който и да е отбор от Втора Бундеслига, а по брой продадени абонаментни карти отборът задминава дори някои първодивизионни отбори. На 28 март 2004 г. треньорът Франц Гербер е освободен от поста си поради лошите резултати на отбора и за наставник е назначен дотогавашният треньор на младежкия отбор на Санкт Паули Андреас Бергман с помощник Андре Трулсен. През сезон 2005/2006 Санкт Паули се представя по фантастичен начин в турнира за Купата на Германия, достигайки до полуфинал. По пътя си дотам отстранява първодивизионните Бохум, Херта Берлин и Вердер Бремен и без малко не успява да се справи с Байерн Мюнхен на полуфинала, въпреки че в големи периоди от мача играе по-добре от именития си съперник. Ръководството на Бергман приключва на 20 ноември 2006 г., когато той е уволнен и сменен с Холгер Станиславски.

## От 2007 г. до днес
Новият треньор предизвиква разгорещени спорове между президента Литман, който стои зад Станиславски, и членовете на управителния съвет на клуба. Все пак мнението на президента надделява и бившият футболист на „Паули“ запазва поста си като под неговите наставления отборът завършва на първо място в крайното класиране на Регионалната лига Север и с това си постижение се класира във Втора Бундеслига.
На 23 февруари 2007 г., след разногласия с надзорния съвет, президентът Корни Литман обявява, че ще напусне поста. На 13 март надзорният съвет гласува оставката му, но скоро след това това решение е отменено с временна разпоредба. След като съдът потвърждава тази разпоредба, Литман се отказва от оставката си, а на извънредно събрание на 25 март членовете на клуба гласуват за оставането му на поста. Така Корни Литман остава на поста си до следващия конгрес през есента на 2007 г., когато отново е утвърден. Междувременно Германския футболен съюз оповестява през юли 2007 г., че поради липсващ лиценз на треньора Холгер Станиславски, той няма право да води отбора в първенството и в отговор на това ръководството поставя за старши треньор помощникът Андре Трулсен.
Въпреки тези проблеми, отборът изиграва фантастичен втори полусезон и след серия победи и допуснати само 9 гола за 18 мача, Санкт Паули става първенец, като си осигурява влизането във Втора Бундеслига кръг преди края на първенството.
Първи успех през кампанията 2007/08 е отстраняването на елитния Байер Леверкузен в турнира за Купата на Германия с 1:0.
През следващите два сезона във втора дивизия на Германия Санкт Паули играе стабилно и въпреки че не успява да влезе в борба за челните места, в същото време стои далеч от опасната зона за изпадане. Началото на сезон 2009/10 хвърля в екстаз привържениците на Милернтор – след четвъртия кръг на надпреварата „кийцкикерите“ са на първо място след 3 победи от 4 мача, включително победи като гост с 5:0 срещу Алемания Аахен и 4:0 срещу Карлсруе.
към 15 юли 2015  Архив на оригинала от 2016-03-23 в Wayback Machine.
| №  | Пост | Играч             |
| -- | ---- | ----------------- |
| 1  | В    | Филип Хеерваген   |
| 3  | З    | Ласе Собиех       |
| 4  | З    | Филип Зиерейс     |
| 7  | З    | Бернд Нериг       |
| 10 | П    | Кристофер Бухтман |
| 11 | П    | Марк Рзатковски   |
| 12 | Н    | Джон Верхук       |
| 13 | П    | Рьо Мияичи        |
| 14 | Н    | Анте Будимир      |
| 15 | З    | Даниел Бубала     |
| 18 | Н    | Ленард Тай        |
| 19 | П    | Енис Алуши        |
| 23 | З    | Марсел Халщенберг |

| №  | Пост | Играч                                   |
| -- | ---- | --------------------------------------- |
| 24 | Н    | Нико Емпен                              |
| 25 | П    | Денис Росин                             |
| 26 | З    | Сьорен Гонтер                           |
| 27 | З    | Ян-Филип Кала                           |
| 28 | П    | Валдемар Собота (под наем от Клуб Брюж) |
| 29 | П    | Себастиан Майер                         |
| 30 | В    | Робин Химелман                          |
| 31 | П    | Морис Литка                             |
| 33 | В    | Свенд Бродерсен                         |
| 34 | З    | Андрей Старцев                          |
| 36 | П    | Окан Курт                               |
| 37 | П    | Кьонг-Рок Чой                           |
| 40 | П    | Армандо Купър                           |

## Треньорски щаб
|          | Име               | Длъжност             |
| -------- | ----------------- | -------------------- |
| Германия | Евалд Лиенен      | Старши треньор       |
| Германия | Андре Трулсен     | Помощник-треньор     |
| Германия | Клаус-Петер Немет | Треньор на вратарите |
| Германия | Педро Гонсалес    | Кондиционен треньор  |

От края на януари 1910 г. Санкт Паули играе официални срещи на футболния терен, като първоначално това са мачове от първенствата на Хамбург, като до 1933 г. не се участва в надпревара извън тази на района. През 1919 г. клубът успява да се класира в първа дивизия на провинцията и това е първото „елитно“ представяне на „кийцкикерите“.
През сезоните 1934/35, от 1936 до 1940, както и от 1942 до 1945 г. Санкт Паули играе в новооснованата първодивизионна Гаулига Нордмарк, а от 1942 г. до края на войната – в Гаулига Хамбург. След Втората световна война „Паули“ участва в елитната Градска лига Хамбург, като неотлъчно присъства във всеки сезон на надпреварата до 1963 г., когато това първенство се закрива.
Когато се въвежда Първа Бундеслига през 1963 г., на Санкт Паули е отредено място във втородивизионната Регионална лига Север, където прекарва периода до 1974 г., а след това продължава историята си в нововъведената Втора Бундеслига. От 1974 г. до днес Санкт Паули има също седем сезона в Първа Бундеслига и няколко години в трета дивизия.
От 1992 г. „Санкт Паули“ играе в следните дивизии (I = първа лига, II = втора лига, III = трета лига):
- 1922/23 – 1925/26 Северногерманска лига (I)
- 1926/27 А-група Хамбург (II)
- 1927/28 Северногерманска лига (I)
- 1928/29 не участва в първенство
- 1929/30 Окръжна лига Хамбург (II)
- 1930/31 – 1932/33 Северногерманска оберлига (I)
- 1933/34 Окръжна група Хамбург (II)
- 1934/35 Гаулига Нордмарк (I)
- 1935/36 Окръжна група Хамбург (II)
- 1936/37 – 1939/40 Гаулига Нордмарк (I)
- 1940/41 – 1941/42 Първа група Хамбург (II)
- 1942/43 – 1944/45 Гаулига Хамбург (I)
- 1945/46 – 1946/47 Градска лига Хамбург (I)
- 1947/48 – 1962/63 Оберлига Север (I)
- 1963/64 – 1973/74 Регионална лига Север (II)
- 1974/75 – 1976/77 Втора Бундеслига Север (II)
- 1977/78 Първа Бундеслига (I)
- 1978/79 Втора Бундеслига Север (II)
- 1979/80 – 1983/84 Аматьорска лига Север (III)
- 1984/85 Втора Бундеслига (II)
- 1985/86 Аматьорска лига Север (III)
- 1986/87 – 1987/88 Втора Бундеслига (II)
- 1988/89 – 1990/91 Първа Бундеслига (I)
- 1991/92 Втора Бундеслига Север (II)
- 1992/93 – 1994/95 Втора Бундеслига (II)
- 1995/96 – 1996/97 Първа Бундеслига (I)
- 1997/98 – 2000/01 Втора Бундеслига (II)
- 2001/02 Първа Бундеслига (I)
- 2002/03 Втора Бундеслига (II)
- 2003/04 – 2006/07 Регионална лига Север(III)
- seit 2007/08 Втора Бундеслига (II)

## Германски национални футболисти
|          | Име          | Бележка                                                                                                  |
| -------- | ------------ | --- |
| Германия | Алфред Бек   | В единствения си мач с националната фланелка бележи почетното попадение за Германия срещу Англия за 1:3. |
| Германия | Карл Милър   | 12 мача за Германия през сезон 1942/43, записани с екипа на друг германски отбор.                        |
| Германия | Инго Поргес  | Един мач за „бундестима“ през 1960 г. срещу Ирландия.                                                    |
| Германия | Кристиан Ран | 2 мача за Германия през 2002 г.                                                                          |

## Чуждестранни национални футболисти
|  | Име                  | Бележка |
|  | -------------------- | --- |
|  | Златан Байрамович    | Юноша на Санкт Паули, играе още в Айнтрахт Франкфурт в Първа Бундеслига и е капитан на босненския национален отбор.                                                                                  |
|  | Дениз Баръш          | Класира Санкт Паули в Първа Бундеслига след гол с глава срещу Нюрнберг през сезон 2000/01. По него време е национал на Турция.                                                                       |
|  | Кори Гибс            | Защитник, играл от 2001 до 2003 г. на Милернтор. След изпадането на „Паули“ в Регионалната лига американецът преминава в Далас Бърн.                                                                 |
|  | Ари Хиелм            | Финландски национален футболист. „Фин-джета“ се представя под възможностите си през сезон 1993/94. След престоя си в Хамбург той се изявява като играч и треньор в родината си в Тампере Юнайтед.    |
|  | Иван Класнич         | Голмайстор на Санкт Паули от юношеските формации до първия отбор. По-късно играе за Вердер Бремен и Нант. Хърватски национал, участник на Световното първенство 2006 и Европейското първенство 2008. |
|  | Иво Кнофличек        | Наречен е „Кнофи“. Чехът играе на Световното първенство в Италия през 1990 г. |
|  | Ян Кочиан            | Надеждният либеро играе за Чехословакия на първенството Италия'90. |
|  | Мишел Мазингу-Динзей | Демократична репубика Конго, полузащитник. |
|  | Степан Милардович    | Югославски национал, който бележи 2 гола от 24 мача на Милернтор през сезон 1977/78. |
|  | Торе Педерсен        | Норвежки национал, играл в защитата на Санкт Паули през сезоните 1995/96 и 1996/97. След това преминава в Блекбърн Роувърс.                                                                          |
|  | Юрий Савичев         | Руски нападател и полузащитник. Играе за хамбургския клуб от 1994 до 1999 г., където приключва с футбола поради тежка контузия.                                                                      |
|  | Рихмар Сибери        | Национален футболист на Холандските Антили. След безуспешна година на Милернтор със само едно попадение, той преминава в Марибор, Валета и днес играе в аматьорския Щрелен.                          |
|  | Иво Сулентич         | Канадски национал, пропуснал предсезонната подготовка на Санкт Паули за сезон 2005/06, за да участва на първенството на Северна Америка.                                                             |
|  | Нилс Туне-Хансен     | Датски национален футболист, изявяващ се в защитата на отбора. През 1977 г. вкарва първия гол на Санкт Паули в Първа Бундеслига срещу Херфорд.                                                       |

## Други известни футболисти
Играчи, останали в историята на Санкт Паули поради лоялност към клуба или значима проява:
|          | Име                 | Бележка |
| -------- | ------------------- | --- |
| Того     | Ги Аколатсе         | Пристига на Милернтор през 1963/64 от Того. Аколатсе е първият цветнокож професионален футболист в Германия. |
| Германия | Дирк Даман          | Самата надеждност. Служейки си с висок ръст футболистът запазва постоянство в добрите си представяния. |
| Германия | Мартин Дрилер       | Недолюбван нападател сред феновете на Санкт Паули и бивш приятел на професионалната боксьорка Регина Халмих. Прави най-добрия си мач с кафявия екип при 4:4 срещу Шалке 04. |
| Германия | Валтер Дзур         | Германски национален футболист и член на шампионския състав на Дрезден през 1943 и 1944 г. |
| Германия | Йозеф Фамула        | Член на „вундертима“ на Санкт Паули, като играе за отбора до 1959 г. в Оберлига Север. |
| Германия | Валтер Фрош         | Играе и за втория отбор на Германия. Бившият защитник днес е в управата на аматьорския Виктория Хамбург. |
| Германия | Франц Гербер        | „Опашката Франц“, най-добър резлизатор за клуба след основаването на Първа Бундеслига през 1963 г. Баща на Фабиан Гербер. Нападателят е на осмо място във вечната класация на Втора Бундеслига за футболист с най-много голове (115). |
| Германия | Андре Голке         | До днес държи рекорда за най-много голове с екипа на „Санкт Паули“. |
| Германия | Юрген Гронау        | Играе само и единствено за Санкт Паули. Днес е треньор на младежката школа на клуба, където тренира и неговият син. |
| Германия | Хорст Хекс          | В края на 50-те и началото на 60-те години е един от изявените голмайстори на клуба. През сезон 1963/64 вкарва 36 гола от 34 мача за Санкт Паули. През 1966 г. Хекс спира с футбола поради тежка контузия. |
| Германия | Бернд Холербах      | Бивш месар от Франкия, любимец на феновете преди да премине в кръвния враг Хамбург, като по този начин си навлича искрената омраза на всички, обичащи Санкт Паули. Така бойният вик на запалянковците на Милернтор се променя от „Хо-Хо-Холербах“ на „Хо-Хо-Хохферрат“ (на немски: предателство). |
| Германия | Фолкер Ипих         | Вратар и треньор на вратарите, икона на фендвижението от 1987 г. |
| Бразилия | Леонардо Манци      | През сезон 1992/93 спасява Санкт Паули от изпадане в трета дивизия след гол с глава срещу Хановер 96. Винаги усмихнат, дори когато не се чувства особено щастлив на футболния терен, като това му качество го прави любимец на привържениците от пристанищния град. След повече или по-малко успешен период в бразилския отбор Жувентуде Манци се завръща в Германия, където работи като помощник-треньор във Вилхелмсхафен. |
| Германия | Маркус Марин        | Голът му в последната минута на мача срещу Рот-Вайс Оберхаузен спасява Санкт Паули от изпадане през 2000 г. |
| Германия | Томас Мегле         | Полузащитник, който преминава в Санкт Паули за трети път през сезон 2005/06. Отбелязва гол при легендарната победа над Байерн Мюнхен с 2:1. |
| Германия | Бернхард Ок         | Преминава в Санкт Паули от Алемания Аахен и става важна част от отбора, класирал се в Първа Бундеслига и завършил на почетното десето място през сезон 1988/89. Огромният защитник получава два журналистически гласа в анкетата „Футболист на годината в Германия за 1988/89“. Ок приключва футболната си кариера през 1993 г. на 30-годишна възраст. |
| Германия | Петер Остерхоф      | Наречен „Оши“ или „Черен Петер“. Бърз нападател със 171 гола за Санкт Паули в оберлигата и регионалната лига в периода 1958 – 1970 г. |
| Германия | Клаус Отенс         | Наречен „Оти“, признат от феновете на Санкт Паули за „откривател на прескачането“. |
| Германия | Карстен Прьопер     | Плеймейкър от плът и кръв. Днес завежда футболен център в Хамбург и от март 2007 г. е вицепрезидент по спортните операции на клуба. |
| Германия | Дитер Шлиндвайн     | Наречен „Железния Дитер“. Стоперът започва кариерата си във Валдхоф Манхайм и преминава в началото на 90-те години на Милернтор. При вербална нападка срещу Лео Манци попада в „черния списък“ на феновете на „кийцкикерите“. |
| Германия | Хелмут Шьон         | 16 национални срещи в периода 1937 – 1941, 17 гола! Играе мачовете си за „бундестима“ като играч на Дрезден. Играчът, който по-късно става национален селекционер на Германия и като такъв печели европейската през 1972 и световната купа през 1974 г., играе за Санкт Паули през сезона 1949/50. |
| Германия | Ралф Зиферс         | „Колт“ играе само 68 мача за „Санкт Паули“, на голът му за победата над Байерн Мюнхен с 1:0 в столицата на Бавария го прави безсмъртен. |
| Германия | Отмар Зомерфелд     | Футболист с най-много мачове за Санкт Паули от старата Оберлига Север с 362 мача, 227 от които в периода 1951 – 1959. Играе на позиция плеймейкър. |
| Германия | Холгер Станиславски | До средата на март 2004 г., когато спира с футбола, Станиславски е единственият все още играещ член на отбора на „Паули“, който се класира в Първа Бундеслига. След това поема функциите на вицепрезидент на клуба и по-късно на изпълнителен директор. След освобождаването на Андреас Бергман той съвместява и поста на старши треньор на Санкт Паули, а по-късно е заместен като спортен директор от Хелмут Шулте. |
| Германия | Харалд Щендер       | Веднъж от Санкт Паули, завинаги от Санкт Паули. Крилото играе за „кафявите“ от 1945 до 1960 г., като става играчът с най-много срещи за „Паули“ в първодивизионната Оберлига. |
| Германия | Клаус Томфорде      | „Животното на вратата“ изиграва последния си мач за Санкт Паули на 6 октомври 2001 г. Дипломираният електротехник също работи и като треньор на вратарите на клуба, както и поема временно Холщайн Кил през кампанията 2006/07. |
| Германия | Андре Трулсен       | Защитник, играл в клуба в периода 1986 – 1991, както и 1994 – 2002 г. Междувременно облича екипа на Кьолн и Луруп Хамбург. Бивш помощник-треньор на отбора през сезона в регионалната лига 2004/05. Със своите 177 срещи държи рекорда за най-много мачове с екипа на Санкт Паули в бундеслигите. |
| Германия | Рюдигер Венцел      | Нападател, отбелязал гол с пета от 15 метра разстояние в дербито на град Хамбург срещу Хамбургер Шпорт Ферайн през 1989 г. още в първата минута. „Сони“ Венцел днес притежава канцеларска книжарница в град Бад Зегеберг. |
| Германия | Хорст Волерс        | Изиграва 189 официални мача с екипа на Санкт Паули. Наричаният „Фусел“ либеро преминава през 1975 г. в Борусия Мьонхенгладбах, а през 1991 г. се завръща на Милернтор като треньор. |
| Германия | Дирк Цандер         | Идва от Вилхелмсбург и е автор на най-бързите 2 гола в историята на Първа Бундеслига. На 12 април 1991 г. той вкарва две попадения до 4 минута на срещата на „кийцкикерите“ срещу Карлсруе за 2:0, като освен това дълго време държи и рекорда за най-бърз гол в историята на германския елит (само след 12 секунди). През 1988 г., благодарение на победен гол на Цандер срещу Улм 1846, Санкт Паули се класира в Първа Бундеслига, а феновете на отбора преименуват известната песен на AC/DC на „Цандерстрък“ вместо „Тандърстрък“. |

## Президенти
|          | Име                 | Период      |
| -------- | ------------------- | ----------- |
|          | Хенри Редер         | 1924 – 1931 |
| Германия | Вилхелм Кох         | 1931 – 1945 |
|          | Ханс Фридрихсен     | 1945 – 1947 |
| Германия | Вилхелм Кох         | 1947 – 1969 |
|          | Ернст Шахт          | 1970 – 1979 |
| Германия | Волфганг Крайкенбон | 1979 – 1982 |
| Германия | Ото Паулик          | 1982 – 1990 |
| Германия | Хайнц Вайзнер       | 1990 – 2000 |
| Германия | Рееналд Кох         | 2000 – 2002 |
| Германия | Корни Литман        | от 2002     |

## Треньори
|          | Име                  | Период      |
| -------- | -------------------- | ----------- |
| Германия | Ханс Зауервайн       | 1945 – 47   |
| Германия | Волдемар Гершлер     | 1948        |
| Германия | Фред Хартхаус        | 1948 – 1950 |
| Германия | Валтер Рисе          | 1950 – 1952 |
| Германия | Хенер Апел           | 1952        |
| Германия | Хайнц Хемпел         | 1952 – 1963 |
| Германия | Ото Вестфал          | 1963 – 1964 |
| Германия | Ото Коорс            | 1964 – 1965 |
| Германия | Курт Краузе          | 1965 – 1967 |
| Германия | Хайнц Хемпел         | 1967 – 1968 |
| Германия | Ервин Тюрк           | 1968 – 1971 |
| Германия | Еду Пройс            | 1971 – 1972 |
| Германия | Карл-Хайнц Мюлхаузен | 1972 – 1974 |

|          | Име               | Период      |
| -------- | ----------------- | ----------- |
| Германия | Курт Краузе       | 1974 – 1976 |
| Германия | Дитхелм Фернер    | 1976 – 1978 |
| Германия | Йозеф Пионтек     | 1978 – 1979 |
| Германия | Вернер Покроп     | 1979 – 1979 |
| Германия | Куно Бьоге        | 1979 – 1982 |
| Германия | Михаел Лорковски  | 1982 – 1986 |
| Германия | Вили Райман       | 1986 – 1987 |
| Германия | Хелмут Шулте      | 1987 – 1991 |
| Германия | Хорст Волерс      | 1991 – 1992 |
| Германия | Михаел Лорковски  | 1992 – 1993 |
| Германия | Йозеф Айхкорн     | 1993 – 1994 |
| Германия | Ули Масло         | 1994 – 1997 |
| Германия | Клаус-Петер Немет | 1997 – 1997 |

|          | Име                 | Период      |
| -------- | ------------------- | ----------- |
| Германия | Екхард Краутцун     | 1997 – 1997 |
| Германия | Герхард Клепингер   | 1997 – 1998 |
| Германия | Дитмар Демут        | 1999 – 1999 |
| Германия | Вили Райман         | 1999 – 2000 |
| Германия | Дитмар Демут        | 2000 – 2002 |
| Германия | Йоахим Филипковски  | 2002 – 2002 |
| Германия | Франц Гербер        | 2002 – 2004 |
| Германия | Андреас Бергман     | 2004 – 2006 |
| Германия | Холгер Станиславски | 2006 – 2007 |
| Германия | Андре Трулсен       | 2007 – 2008 |
| Германия | Холгер Станиславски | от 2009     |

- 1947: шампион на провинция Хамбург;
- 1948: Северногермански вицешампион, вицешампион на британската окупационна зона и участие на полуфинал за германско първенство;
- 1949: Северногермански вицешампион и участник във финалния турнир за определяне на шампиона на Германия (четвъртфинал);
- 1950: Северногермански вицешампион и участник във финалния турнир за определяне на шампиона на Германия (четвъртфинал);
- 1951: Северногермански вицешампион и участник във финалния турнир за определяне на шампиона на Германия (групова фаза);
- 1952: Загуба в първата футболна среща, предавана пряко по германска телевизия в спортната история на Германия срещу Хамборн 07 с 3:4 от турнира за Купата на Германия;
- 1954: Северногермански вицешампион;
- 1964: 1. място в Регионална лига Север;
- 1966: 1. място в Регионална лига Север;
- 1972: 1. място в Регионална лига Север;
- 1973: 1. място в Регионална лига Север;
- 1977: 1. място във Втора Бундеслига Север и първо класиране в Първа Бундеслига;
- 1981: 1. място в аматьорската Оберлига Север, аматьорски вицешампион на Германия след загуба на финала на състезанието с 0:2 от аматьорите на Кьолн;
- 1983: 1. място в аматьорската Оберлига Север;
- 1984: 2. място в аматьорската Оберлига Север и класиране във Втора Бундеслига;
- 1988: 2. място във Втора Бундеслига и второ класиране в Първа Бундеслига;
- 1995: 2. място във Втора Бундеслига и трето класиране в Първа Бундеслига;
- 1995: Временен водач в класирането на Първа Бундеслига след първия кръг на първенството след домакинска победа с 4:2 над 1860 Мюнхен;
- 2001: 3. място във Втора Бундеслига и четвърто класиране в Първа Бундеслига;
- 2002: Домакинска победа с 2:1 на последния в класирането Санкт Паули над шампиона Байерн Мюнхен („победител на световния клубен шампион“);
- 2006: Участие на полуфинал за Купата на Германия 2005/06 като отбор от трета дивизия, загубено с 0:3 от Байерн Мюнхен; преди това са отстранени Вердер Бремен (3:1) и Херта Берлин (4:3). Победени са и Бохум и Вакер Бургхаузен;
- 2007: Първенец на Регионална лига Север и класиране във Втора Бундеслига.

Много от фенклубовете на отбора се проявяват и на политическата сцена в Германия със своите леви виждания за обществото. Привържениците на клуба не се колебаят да изразяват своето мнение, както става при планираното преустройство на Милернтор, засягащо живеещиите в близост до стадиона, през 90-те години. Тогава архитектурната агенция на президента на „Паули“ Хайнц Вайзенер съставя проект за ново строителство на арената. Последват открити демонстрации и продължителни мълчаливи протести по време на срещи на отбора, които в крайна сметка спират строителните планове. В по-близкото минало са изготвени други преустройствени планове и през юни 2006 г. клубът официално обявява, че Санкт Паули ще има нов стадион през 2014 г.
Санкт Паули е първият отбор, който забранява сексистки и расистки лозунги и изказвания на стадиона си, като тази практика се налага днес за правило в германския футбол. Спонсорски договор на клуба с издателите на списанието „Максим“ е прекратен след яростни протести на запалянковците, осъждайки списанието за антиженско и сексистко, и рекламните пана на Милернтор са свалени.
Отборът има регистрирани над 100 официални фенклуба в Германия, които заедно с представителството на привържениците, имат дума в управлението на Санкт Паули. Съществува приятелство с шотландския клуб Селтик Глазгоу.
Вторият отбор на Санкт Паули се състезава в германската четвъртодивизионна дивизия Регионална лига Север под ръководството на бившия играч на „кийцкикерите“ Йорн Гроскопф.
| №             |          | Играч                  | Рождена дата   | В отбора от | См      | Кг      | Мач.    | Гол.    | Предишни клубове                                              |
| Вратари       | Вратари  | Вратари                | Вратари        | Вратари     | Вратари | Вратари | Вратари | Вратари | Вратари                                                       |
| ------------- | -------- | ---------------------- | -------------- | ----------- | ------- | ------- | ------- | ------- | ------------------------------------------------------------- |
| 1             | Германия | Максимилиан Заксе      | 25.05.1986     | 2008        | 186     | -       | -       | -       | Динамо Берлин, Обернойланд, Вердер Бремен, Херта Целендорф    |
| 12            | Германия | Ханес Шюлер            | 17.02.1985     | 2009        | -       | -       | -       | -       | Бабелсберг 03                                                 |
| 22            | Германия | Арвид Шенк             | 28.07.1989     | 2009        | -       | -       | -       | -       | Ханза Росток                                                  |
| Защитници     |          |                        |                |             |         |         |         |         |                                                               |
| 4             | Германия | Яшар Коджа             | 19.04.1990     | 2008        | 191     | -       | -       | -       | Бергедорф                                                     |
| 5             | Германия | Тим Хайзен             | 14.07.1989     | 2004        | -       | -       | -       | -       | Алстербрюдер Хамбург                                          |
| 15            | Германия | Винсент Вакер          | 10.04.1990     | 2003        | -       | -       | -       | -       | Алтона 93                                                     |
| 23            | Германия | Марк Ланге             | 02.02.1990     | 2009        | -       | -       | -       | -       | Хамбург, Германия Шнелзен                                     |
| Полузащитници |          |                        |                |             |         |         |         |         |                                                               |
| 2             |          | Зафер Левент Демирбага | 30.05.1990     | 2008        | -       | -       | -       | -       | Хамбург, Тондорф-Лое, Бармбек-Уленхорст                       |
| 3             |          | Денис Тайсен           | 24.06.1988     | 2008        | 182     | 71      | -       | -       | Бергедорф 85, Санкт Паули, Люнебург                           |
| 6             |          | Гордън Рик             | 22.09.1989     | -           | -       | -       | -       | -       | Саутенд Юнайтед                                               |
| 7             | Германия | Кристоф Курчински      | 24.04.1990     | 2009        | -       | -       | -       | -       | Бергедорф 85                                                  |
| 8             |          | Фарай Мбидзо           | 06.10.1972     | 2007        | 179     | 68      | -       | -       | Любек, Лайпцих                                                |
| 10            |          | Щефан Винкел           | 23.06.1990     | 2008        | -       | -       | -       | -       | Нойрупин                                                      |
| 11            | Германия | Петър Филипович        | 14.09.1990     | 2002        | -       | -       | -       | -       | Ойропа Хамбург, Ем Ес Фау Хамбург                             |
| 13            | Германия | Марлон Краузе          | 01.09.1990     | 2007        | -       | -       | -       | -       | Конкордия Хамбург, Блау-Вайс 96 Шенефелд, Халстенбек-Релинген |
| 19            | Германия | Мариус Броварчик       | 24.12.1988     | 2007        | 178     | 75      | -       | -       | Алтона 93, Айнтрахт Нордерщет, Хамбург                        |
| 20            | Германия | Кристоф Пфютценройтер  | 21 януари 1988 | 2007        | 170     | -       | -       | -       | Борусия Дортмунд                                              |
| 21            | Германия | Кристофер Лабан        | 12.03.1989     | 2008        | -       | -       | -       | -       | Хамбург                                                       |
| Нападатели    |          |                        |                |             |         |         |         |         |                                                               |
| 9             | Германия | Нилс Пихинот           | 29.08.1989     | 2009        | 180     | 79      | -       | -       | Курслак-Нойенгаме, Айхеде, Фийр– унд Маршланде                |
| 14            |          | Ермир Зекири           | 13.02.1989     | 2004        | 182     | 75      | -       | -       | Вилхелмсбург                                                  |
| 16            | Германия | Саша Кузманов          | 28.03.1990     | 2008        | -       | -       | -       | -       | Хамбург, Санкт Паули, Осдорф                                  |

- През пролетта на 2005 г. стартира проектът на футболиста Бенямин Адрион Viva con agua de Sankt Pauli, проведен с подкрепата на клуба Санкт Паули и на германски хуманитерни организации, чиято цел е подобрението на осигуряването на питейна вода за над 100 детски градини (с общо около 10 000 деца) в Хавана, Куба. След „Острова на свободата“, сега е ред и на Етиопия.
- Първият мач, предаван по телевизията е този за Купата на Германия между Санкт Паули и Хамборн през 1952 г. (3:4).
- Според изследване на агенция за общественото мнение в Германия в страната има 11 милиона души, които симпатизират на Санкт Паули.
- Преди всеки домакински мач привържениците пеят "Hell's Bells" на AC/DC.

- Официален сайт
- Viva con agua de Sankt Pauli
- Руски фенове сайт Архив на оригинала от 2010-10-15 в Wayback Machine.
- Статистика за Санкт Паули в Кикер

- Официален сайт